# 발렌티나 예고로바
발렌티나 미하일로프나 예고로바(러시아어: Валентина Михайловна Егорова, 1964년 2월 16일 ~ )는 러시아의 육상 선수이다.
체복사리에서 태어난 그녀의 마라톤에서 첫 메달을 1990년 유럽 선수권에서 은메달을 따면서 다가왔다.
예고로바는 1992년 바르셀로나 올림픽에서 독립 국가 연합 팀을 위하여 여성 마라톤에 나갔다. 거기서 그녀는 일본의 아리모리 유코를 제치고 금메달을 획득하였다. 그녀는 1995년 세계 하프 마라톤에서 두번째 국제적 금메달을 땄다.
1996년 애틀랜타 올림픽에 돌아와 러시아를 대표한 예고로바는 은메달을 따는 데 다시 아리모리를 꺾어 3위로 제쳤다. 시드니 올림픽이 그녀에게 마지막으로 나오는 경기가 되었으나 완료하지 못하였다.
도로 순회에 그녀는 도쿄 국제 여성 마라톤의 1993년과 1994년 대회를 각각 2시간 26분 40초와 2시간 30분 09초로 우승하고, 1999년 나가노 올림픽 기념 마라톤에서 2시간 28분 41초와 함께 2위를 하였다. 2001년 나고야 마라톤에서 11위를 하였다.

## 참조
- (영어) 발렌티나 예고로바 - 국제 육상 경기 연맹
- Profile on sports-reference.com[깨진 링크(과거 내용 찾기)]